# Takajärvi (sjö i Lappland)
Takajärvi är en sjö i Finland. Den ligger i kommunen Rovaniemi i landskapet Lappland, i den norra delen av landet, 800 km norr om huvudstaden Helsingfors. Takajärvi ligger 198,5 meter över havet. Arean är 2,01 kvadratkilometer och strandlinjen är 7,32 kilometer lång. Sjön  ingår i Kemi älvs huvudavrinningsområde. 